# Tom Dooley – Held der grünen Hölle
Tom Dooley – Held der grünen Hölle (deutscher Alternativtitel: Fluch des Amazonas, Originaltitel: Tumulto de Paixoes) ist ein US-amerikanisch-brasilianisch-deutscher Spielfilm aus dem Jahr 1959 von Zygmunt Sulistrowski, der auch das Drehbuch verfasste und den Film mitproduzierte. Das Buch basiert auf einer Erzählung von Anita Manville. Die Hauptrollen sind mit John Sutton, Richard Olizar und Gina Albert besetzt. Seine Premiere hatte der Film im Juli 1958 bei den Internationalen Filmfestspielen in Berlin. In der Bundesrepublik kam das Werk erstmals am 27. November 1959 in die Kinos.

## Handlung
Der bekannte amerikanische Schriftsteller John Morgan will unbedingt für sein neues Buch persönliche Eindrücke vom Amazonasgebiet bekommen. Am liebsten schlösse er sich der Expedition an, die der berühmte Brasilien-Kenner Tom Dooley gerade plant, doch er kann den Abenteurer nicht finden. Als Morgan mit dem unternehmungslustigen Mädchen Anna Martin ins Gespräch kommt, erklärt ihm diese, Tom Dooleys Aufenthalt zu kennen. Sie werde ihn aber nur dann zu ihm führen, wenn sie sich auch der Expedition anschließen dürfe. Und so geschieht es.
Tom Dooley führt seine Begleiter in ein abgelegenes Fischerdorf, in dem gerade ein Volksfest gefeiert wird. Weiter ins Landesinnere will er John und Ann nicht mitnehmen, jedoch schafft es das Mädchen, Tom dazu zu überreden. In einem Paddelboot geht es den Amazonas hinauf. Je länger die Reise dauert, desto mehr begehren die beiden Männer das Mädchen. Dieser Umstand führt zu großen Spannungen, was zu mehreren Unglücksfällen führt. Das Schlimmste ist, dass die Teilnehmer der Expedition ihr Boot verlieren und zu Fuß weiterziehen müssen. Eines Tages gerät Ann bei einem Bad im Amazonas in Lebensgefahr. In letzter Minute gelingt es Tom Dooley, die Schöne zu retten. Da sieht Morgan, wie sein Rivale die nackte Ann an Land trägt. Er missversteht die Lage und rastet aus. Ein heftiger Streit zwischen den Männern ist die Folge.
Je länger die Expedition dauert, desto mehr verliebt sich Ann in Tom Dooley. Sie gibt sich aber große Mühe, ihre Gefühle nicht zu zeigen, um Morgan, dem sie unterwegs schon ihr Ja-Wort gegeben hat, nicht noch mehr zu reizen.
Noch drei Tage trennen die Expeditionsteilnehmer von ihrem Ziel, einem Indianerdorf. Da wird Morgan von einer giftigen Spinne gebissen. Bald wird der Schriftsteller so sehr vom Fieber befallen, dass er nicht mehr selber gehen kann. Tom Dooley bleibt nichts Anderes übrig, als ihn zu schleppen. Völlig erschöpft erreichen die drei schließlich das Indianerdorf. Dem Medizinmann des Stammes gelingt es, den Kranken zu heilen.
Nachdem Morgan Sitten und Gebräuche der Eingeborenen studiert hat, will er mit Ann auf einem geliehenen Boot nach Rio zurückkehren, um sich dort mit ihr trauen zu lassen. Ann aber erkennt, dass ihr wahrer Platz nur an der Seite von Tom Dooley sein kann. So macht sich Morgan allein auf die Reise.

## Ergänzungen
Die Musik komponierten Enrico Simonetti und Gerhard Becker. Dabei benutzten sie das bekannte Lied „Tom Dooley“, allerdings mit einem anderen Text. Die Außenaufnahmen entstanden an den Originalschauplätzen im brasilianischen Bundesstaat Mato Grosso, in den Städten Rio de Janeiro und Porto Alegre sowie im Amazonasgebiet bei Belém.

## Kritik
Das Lexikon des Internationalen Films hält überhaupt nichts von dem Streifen. Es zieht folgendes Fazit: „An amerikanische Comic-Strips erinnernder Pseudodokumentarfilm über eine Amazonasreise, in dem mit Schlangen, Krokodilen und der Liebe gekämpft wird. Auffällig primitiv, auch in der erotischen Einlage, und geradezu lachhaft abenteuerlich.“

## Quelle
- Programm zum Film: Das Neue Film-Programm, erschienen im gleichnamigen Verlag, Mannheim, ohne Nummernangabe